# 屌
屌（读音：ㄉㄧㄠˇ）原意是男性外生殖器，也就是陰莖，常用做骂人的粗话。除此之外表示陰莖的的汉字还有脧（ㄗㄨㄟˉ）、膫（ㄌㄧㄠˊ）、㞗（ㄑㄧㄡˊ）、屪（ㄌㄧㄠˊ）等。

## 各地区的用法
| 正寫 | 读音 | 原本意思 | 引申意思 | 俗写 | 对应英文单词 |
| ---- | ---- | -------- | --- | ---- | ------------ |
| 屌   |      | 阴茎     | 1. 「酷」、「炫」、「厉害」的意思； 2. 写作「鳥」字时，可做為「理睬」之意，但屬不禮貌、不屑之用法，如「誰鳥你！」     | 鳥   | dick         |
| 粤语 |      |          | |      |              |
| 屌   | diu2 | 阴茎     | 1. ［粗口］性交，名詞動用，形容陰莖插入女陰時的動作； 2. ［粗口］當感到諸事不順時，以「屌！」字作為發洩或當助語詞之用 | 𨳒   | fuck         |

### 粵語地區
屌字在粵語地區属于粗口，由於字意粗鄙，一般被視為頭號禁字，從來只得音而無正字，《康熙字典》就以「屌」字為正寫，《李氏中文字典》同《香港粵語詞典》就以「𨳒」做正寫。
由於這個字就廣東話而言性質相當富侮辱性，而且很有攻擊性，若以此話辱罵別人，有可能會令對方感到不滿，因此這個字不能隨便輕說，使用時要非常小心。

#### 香港
在香港，雖然《基本法》和《香港法例》等相關法律都沒有指明此字是粗口，不過一般共識都已經把此字視為粗口。所以在電視、電台、報紙等媒體，「屌」字是頭號禁字，若說「屌」或顯示該字就要用「嘟」一聲消音或「打格」處理，但在直播節目中就往往很難避免粗言穢語被播出。而在電影出現「屌」，也會被列為三級片。傳播媒體不能使用「屌」字，但根據《廣播事務管理局條例》，同樣無列明粗口定義，只要有人投訴，就會經考察後視為粗口。傳媒機構有內部守則，指明「屌」字屬粗口。
「屌」字因為用途廣泛，非常「百搭」，所以一直以來都是粵語使用者最常用的粗口之一。
2017年3月26日第五屆行政長官選舉一名選委於選票上寫上「屌」字來宣泄對小圈子選舉不滿。在選舉主任裁定問題選票期間，這張選票被展示在大屏幕上公諸於眾，現場頓時嘩聲四起，它在沒有異議下被裁定為無效選票。

### 台灣
傳媒上出現此用法，是在台灣MTV頻道一段宣傳：「MTV音樂台，好屌！」，此句是由有「廣告教父」之稱的孫大偉所創作，原本意思是：「音樂是有量的」，形容音樂可以令人有快感。此廣告推出之後，「屌」就成為台灣人流行用語，會以「屌」來形容一些好「正點」，很有感受的東西。藝人周杰倫更是經常使用「超屌」、「這個屌」為口頭禪，他更曾在一些公眾場合使用而受到批評，而這些詞也流行於歌迷之間。

## 文學
中古漢語中「鳥」與「屌」本來是同音字，所以亦有人用「鳥」當作「屌」字寫。例如：
- 明朝施耐庵《水滸傳》，就用「鳥」當「屌」：「武松指着蔣門神，說道：『休言你這廝鳥蠢漢！景陽岡上那隻大蟲，也只三拳兩腳，我兀自打死了！量你這個直得甚麼！快交割還他！但遲了些個，再是一頓，便一發結果了你廝！』」
- 金朝董解元《西廂記諸宮調》卷三：「怎背誦《華嚴經》呵？禿屌！」

後來為避諱，「鳥」字在大部分方言的讀音被改變，聲母從端母變成泥母，僅在吴语、閩語和客家语等方言中保留（因為在這些方言中相等於官話「屌」字的詞語為「𡳞」，或寫作「卵」）。

## 外部連結
- 《康熙字典》「屌」（页面存档备份，存于）